# Краснянська волость (Конотопський повіт)
Краснянська волость — історична адміністративно-територіальна одиниця Конотопського повіту Чернігівської губернії з центром у селі Красне.
Станом на 1885 рік складалася з 16 поселень, 28 сільських громад. Населення — 14967 осіб (7423 чоловічої статі та 7544 — жіночої), 2427 дворових господарства.
|                     | Площа, десятин | У тому числі орної, дес. |
| ------------------- | -------------- | ------------------------ |
| Сільських громад    | 17495          | 11677                    |
| Приватної власності | 8883           | 5378                     |
| Іншої власності     | 64             | 47                       |
| Загалом             | 26442          | 17102                    |

Основні поселення волості:
- Красне — колишнє державне та власницьке село при струмках за 14 верст від повітового міста, 3590 осіб, 616 дворів, православна церква, школа, 2 постоялих двори, 8 постоялих будинків, лавка, 5 вітряних млинів, крупорушка.
- Вирівка — колишнє державне та власницьке село при річці Куколка, 1405 осіб, 233 двори, православна церква, постоялий будинок, 2 водяних млини, 2 цегельних заводи.
- Митченки — колишнє державне та власницьке село при річці Митча, 3489 осіб, 604 двори, 2 православні церкви, школа, 5 постоялих будинків, водяний та 2 вітряних млини, крупорушка.
- Попівка — колишнє державне та власницьке село при річці Рудаї, 5456 осіб, 890 дворів, 2 православні церкви, школа, 3 постоялих будинки, лавка, вітряний млин, цегельний і винокурний заводи.